# Molinillo de café

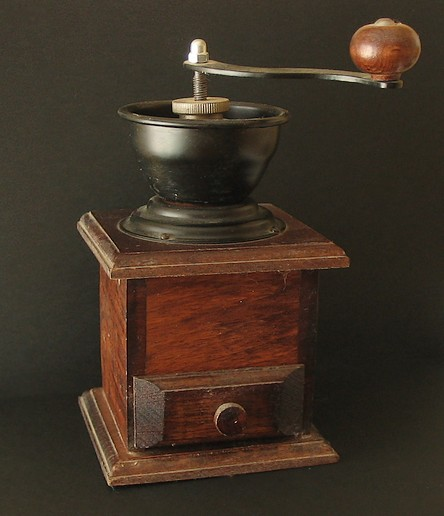
Molinillo de café (hacia 1860)

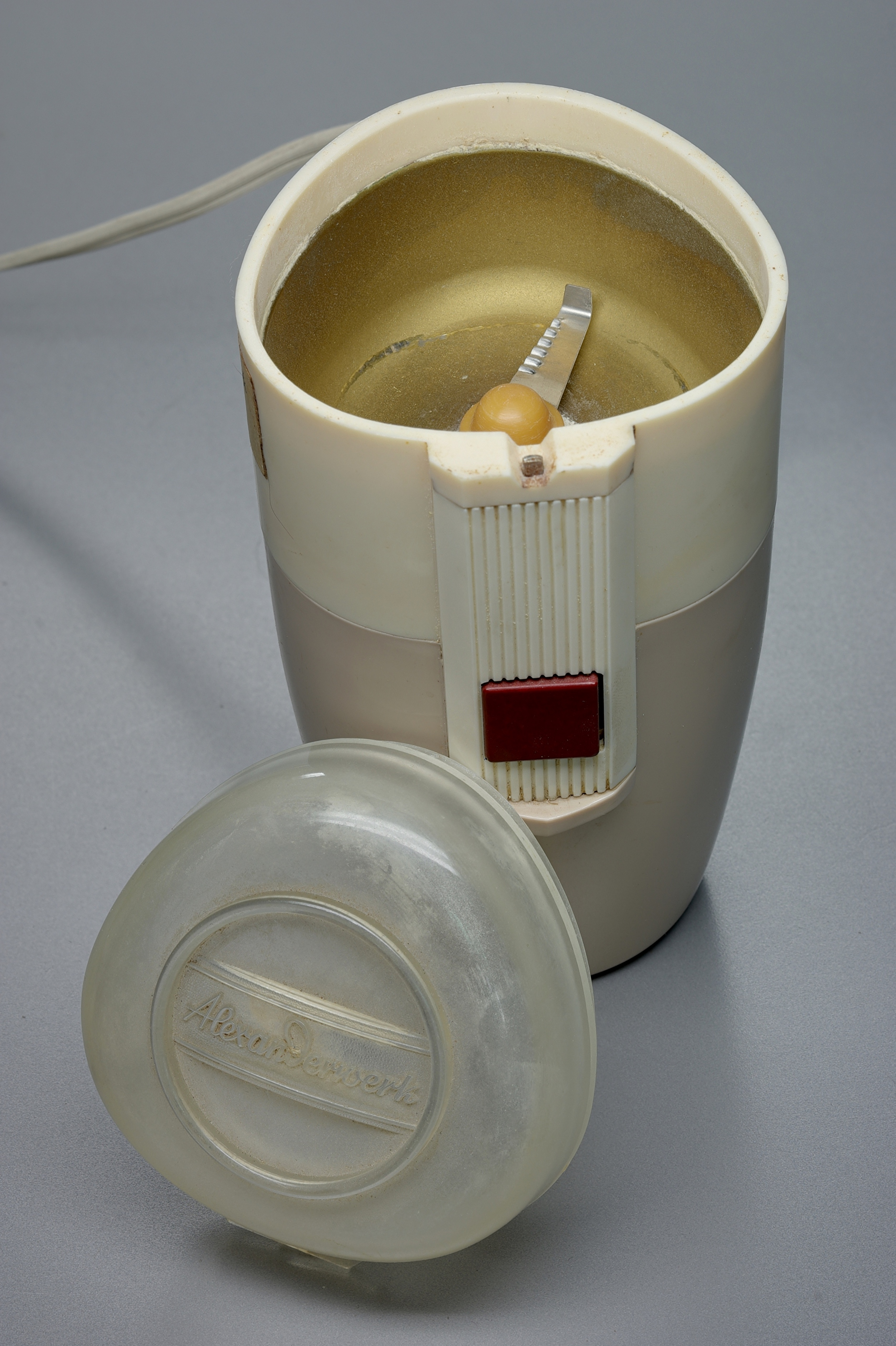
Molinillo de café eléctrico

El molinillo de café o molino de café es una herramienta empleada en la cocina o en locales de restauración para moler granos de café de modo que puedan usarse en una cafetera.

## Historia
La llegada del café a Europa en el siglo XVI implicó la creación de un objeto específico, el «molinillo de café», el cual permitía moler este grano conservando al máximo sus aromas.
Rápidamente los molinos de especias fueron adaptadas parcialmente. Para moler el café, el primer método conocido es la utilización de un mortero con granos tostados, lo que en ocasiones era un poco tedioso.
Los primeros molinos verdaderos aparecieron en Europa y en Turquía al mismo tiempo en el siglo XVII. En Turquía, los molinillos se componen de un cilindro de cobre o latón. Cincelados o adornados con piedras preciosas, son dotados de un mecanismo compuesto por un eje vertical que acciona una tuerca estriada, y a menudo por una manivela plegable ubicada en la parte superior del molinillo.
Los primeros molinillos franceses eran modelos de lujo para los salones de la alta nobleza. Saint-Etienne será un centro importante de producción de estos modelos excepcionales, utilizando la experiencia de la mecánica de precisión aplicada desde hacía tiempo en la fabricación de armas. La más bella colección de molinillos de café de salón se encuentra en el Museo Le Secq des Tournelles en Ruan, Normandía.
En Francia los primeros molinos «de serie» son llamados modelos Luis XIV. Tienen un cuerpo tallado en un solo pedazo de madera. Por esta razón se les llama monoxyle. A menudo, están hechos de nogal. Se fabricaban bajo pedido por fabricantes de herramientas o herreros.
A medida que se desarrolla el consumo de café, hacia mediados del siglo XVIII aparecen los molinos estrictamente funcionales. Por lo general están equipados con una pata de fijación, la cual les permitía sujetarse a una mesa. Se puede encontrar una descripción en la Enciclopedia de Diderot y D'Alembert, llamándoseles molino embudo debido a su forma. El modelo estrella de la época es el llamado reloj de arena. Se compone de dos conos unidos por una fijación de bayoneta. Cuenta también con un dispositivo de fijación.
Los tipos de molino son muy diferentes según las regiones donde se consume el café, como Holanda o España.
El siglo XIX, el siglo de la industrialización, corresponde a la verdadera popularización del café. La razón es histórica, pues el siglo empieza en 1806 con el golpe de Napoleón Bonaparte (cuyo molino personal es uno de los más célebres de la colección Malongo), quien instaura el bloqueo a todas las mercancías británicas. En represalia, los británicos hunden los barcos que entregan productos exóticos en Europa. Los productores de café se quedan con el café acumulado en sus almacenes.
Tras la batalla de Waterloo, este café llega al mercado y provoca el colapso del comercio del café. El siglo XIX también es el periodo en el cual el molino cúbico aparece imponiéndose como la mejor solución para un uso individual. Primero el molino flamenco de madera de cavidad abierta, luego el molino Peugeot en Francia a partir de 1840.

## Funcionamiento
- Molinillo manual. Su funcionamiento es sencillo: un depósito superior contiene los granos de café a moler y el café molido se recoge en un depósito inferior, a menudo en forma de cajoncillo o gaveta. El mecanismo de molienda consiste en un manubrio ubicado en la parte superior que mueve la muela moleteada sobre un asiento troncocónico en el interior de la máquina, por el que pasan los granos enteros de café del depósito superior y el polvo obtenido de la molturación cae en el cajón inferior y está listo para usarse en una cafetera.
- Molinillo eléctrico. Permiten triturar el grano a diferentes velocidades y con distintos tamaños de grano. Se debe evitar moler mucho tiempo para no calentar los granos. Además, si se muele demasiado café y no se consume en brevedad, al menos unas tres horas, pierde aroma y cambia su sabor.
- Molinillo de cuchillas. Funcionan de la misma manera que los eléctricos, pero no permiten elegir el grosor de la molienda. También son menos precisos. Por ejemplo la Thermomix se puede considerar como un molinillo de cuchillas eléctrico[1]

Una vez molido el café se debe consumir inmediatamente. En caso contrario se debe guardar en un recipiente hermético, seco, oscuro y fresco.

## Molienda
Existe un tamaño de grano ideal para cada cafetera y tipo de preparación. Para café espresso el molido debe ser tal que la preparación dure entre 25 y 30 segundos. Si tarda más es que el grano está muy fino y si tarda menos es que está muy grueso.

## Usos modernos
Muchos consumidores prefieren, por comodidad, comprar el café ya molido a molerlo, aunque los mejores resultados se obtienen al moler el café justo antes de usarlo para la preparación, de modo que conserve su aroma y sabor. Hoy en día algunas cocinas profesionales suelen emplear este instrumento para moler pimienta y otras especias con cáscara y pocha.